# Château de Sawayama
Le château de Sawayama (佐和山城, Sawayama-jō) se trouve dans la ville d'Hikone, préfecture de Shiga au Japon. Ce château était une importante position militaire de la province d'Ōmi. Le clan Azai tenait le château durant l'époque Sengoku puis Ishida Mitsunari le remplaça à la fin du XVIe siècle après la chute du clan.
Le château fut attaqué par Kobayakawa Hideaki après la bataille de Sekigahara. Le château se rendit à la mi-journée bien qu'il fût défendu par Ishida Masazumi, le frère de Mitsunari.
Après cela, Ii Naomasa occupa le château mais il le détruisit et se déplaça au château d'Hikone.